# Parc Nacional de la Serra da Capivara
El Parc Nacional Serra de la Capivara és un parc brasiler que forma part del Patrimoni Mundial de la Humanitat Està situat al sud-est d'estat de Piauí, entre les coordenades 8° 26′ 50″ S, 42° 19′ 47″ O / 8.44722°S,42.32972°O i 8° 54′ 23″ S, 42° 45′ 51″ O / 8.90639°S,42.76417°O .
Ocupa àrees dels municipis de São Raimundo Nonato, São João del Piauí, Coronel José Dies i Canto do Buriti. Té 129.140 hectàrees i el seu perímetre és de 214 quilòmetres.

## Creació i caràcter
Va ser creat per protegir una àrea en la qual es troba el més important patrimoni prehistòric de Brasil. Es tracta d'un parc arqueològic amb una riquesa de vestigis que es van conservar durant mil·lennis, a causa de l'existència d'un equilibri ecològic, avui extremadament alterat. El patrimoni cultural i els ecosistemes locals estan, per tant, íntimament connectats, car la conservació del primer depèn de l'equilibri d'aquests ecosistemes. L'equilibri entre els recursos naturals és el condicionant en la conservació dels recursos culturals i va ser el que va orientar la delimitació, la gestió i l'ús del parc pel poder públic.
És un local amb diversos atractius, monumental museu a cel obert, entre maquíssimes formacions rocoses, on es troben cases de camp arqueològiques i paleontològiques espectaculars, que testimonien la presència d'humans i animals prehistòrics.
No obstant això la seva demarcació definitiva només va tenir lloc el 2001. Els primers deu anys no hi va haver un maneig organitzat de parc i van ocórrer danys, especialment per la pràctica de la caça comercial i les ocupacions il·legals que van desequilibrar la fauna, de manera que, per exemple, eixams de vespes que van proliferar van danyar pintures rupestres. A partir del 2002 la "Fundação Museu do Homem Americano" coordina amb el govern reeixidament la gestió de l'àrea.
És un lloc amb diversos atractius, museu a l'aire lliure, denominat Museu de l'Home Americà, entre bellíssimes formacions rocoses, on es troben llocs arqueològics i paleontològics espectaculars, que testifiquen la presència d'homes i animals prehistòrics.

## Llocs arqueològics

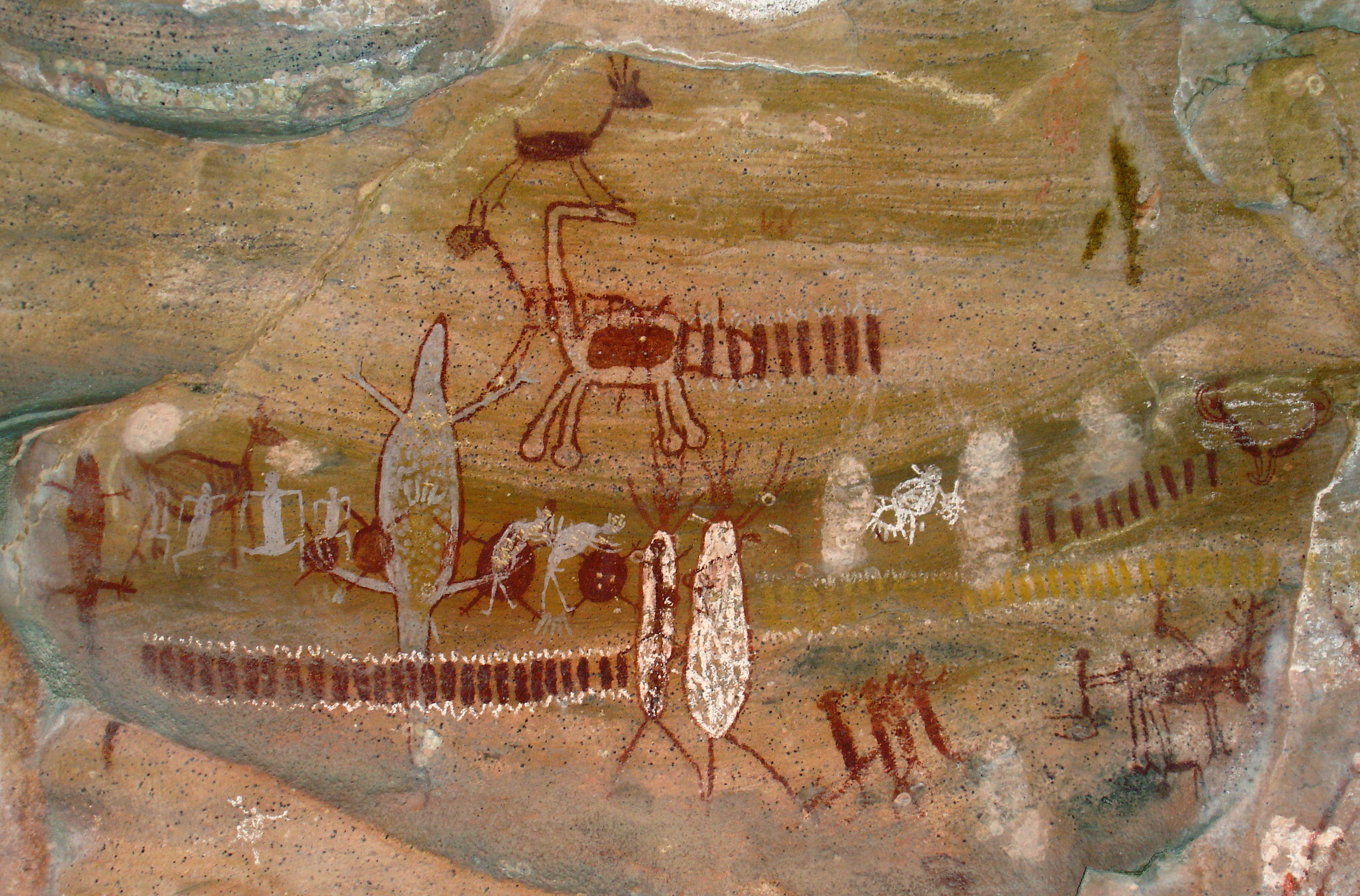
Una de les pintures rupestres trobades al parc.

És l'àrea de major concentració de llocs prehistòrics del continent americà, pel que va ser nomenat Patrimoni Cultural de la Humanitat per la Unesco en 1991. Estudis científics confirmen que la serra de la Capibara va estar densament poblada en períodes prehistòrics. Els objectes trobats remunten la presència registrada a fa més de 50.000 anys. Al lloc de la Pedra Furada, els excavadors han trobat artefactes que podrien remuntar-se a 48.000 anys o més, encara que els nivells més ben estudiats i publicats tenen dates entre 32 160 + - 1000 anys abans del present. Els llocs Meio i Caldeirão 2 Rodríguez I han estat datats entre 18 000 i 12 000 anys AP.
Fins al moment estan registrats 912 llocs, entre els quals 657 representen pintures rupestres, amb aproximadament 30 000 figures acolorides que representen escenes de caça, sexe, dansa i part, entre d'altres, sent els altres llocs grutes, abrics o campaments de caçadors-recol·lectors, llogarets de ceramistes - agricultors, tombes i dipòsits ossis.
Al lloc de la Pedra Furada, 63 datacions per C-14 van permetre l'establiment d'una columna crono-estratigràfica que va de 59.000 fins a 5.000 ans AP. Ocre utilitzat per a pintar en les roques va ser trobat en estrats datats d'entre 17.000 i 25.000 anys AP. Recents treballs al pedestal de l'Aladroc de la Pedra Furada i en un lloc a l'aire lliure, prop de la Vall de la Pedra Furada, va produir més evidències de l'ocupació humana que es va estendre per més de 20.000 anys, argument que és recolzat per una sèrie de datacions per C-14 i OSL (luminescència estimulada òpticament), i per l'anàlisi tècnica del conjunt d'eines de pedra.
En l'abric rocós de la "Toca da Tira Peia" els resultats van proporcionar noves evidències d'una presència humana ja en l'any 20 000 a. C. Les edats obtingudes, mitjançant la tècnica de luminescència estimulada òpticament, varien de 22.000 a 3.500 anys AP.
Enormes tallers lítics on els humans obtenien la matèria primera i la treballaven per fabricar eines van ser trobats en la regió nord de el parc en 2002. En una d'elles, milers de vestigis lítics estaven a terra, sobre una superfície d'aproximadament 25.000 m².
Al llarg de 14 rutes i 64 llocs arqueològics oberts als visitants, es troben veritables tresors, com els fragments de ceràmica més antics de les Amèriques, que daten de fa 8.960 anys, descoberts en la "Toca del Sitio del Medio". En el circuit dels Veadinhos Azuis (Venadillos blaus, en espanyol), hi podem trobar quatre llocs amb pintures rupestres blaus, les primeres de tal color descobertes al món.
Situat en una regió de clima semiàrid, frontera entre dues grans formacions geològiques - la conca sedimentària Maranhão - Piauí i la depressió perifèrica del riu São Francisco -, el seu relleu està conformat per serres, valls i planes. És l'únic parc nacional de domini morfoclimàtic de les caatingas, el que ressalta la necessitat de conservació i restauració de la flora i fauna específiques que abriga.
Des de la colonització, el parc nacional Serra de la Capibara va ser utilitzat per les poblacions veïnes que caçaven, plantaven i talaven la fusta. Aquesta població, extremadament pobre i sense cap font de treball, excepte l'explotació dels recursos naturals, viu a l'Àrea de Preservació Permanent, una faixa limítrofa amb deu quilòmetres d'amplada.